# Larry Brandenburg
Larry Brandenburg (Contea di Wabasha, 3 maggio 1948) è un attore statunitense.

## Filmografia parziale

### Cinema
- Le ali della libertà (The Shawshank Redemption), regia di Frank Darabont (1994)
- Santa Clause (The Santa Clause), regia di John Pasquin (1994)
- Fargo, regia di Joel ed Ethan Coen (1996)
- Paura e delirio a Las Vegas (Fear and Loathing in Las Vegas), regia di Terry Gilliam (1998)

### Televisione
- E.R. - Medici in prima linea (ER) - serie TV, episodio 3x21 (1997)
- Streghe (Charmed) - serie TV, episodio 4x10 (2002)
- West Wing - Tutti gli uomini del Presidente (The West Wing) - serie TV, episodio 4x04 (2002)
- Cold Case - Delitti irrisolti (Cold Case) – serie TV, episodio 1x11 (2004)
- Detective Monk (Monk) – serie TV, episodio 3x08 (2004)
- Grey's Anatomy – serie TV, episodio 5x04 (2008)
- NCIS - Unità anticrimine (NCIS) – serie TV, episodio 7x18 (2010)

## Doppiatori italiani
Nelle versioni in italiano delle opere in cui ha recitato, Larry Brandenburg è stato doppiato da:
- Bruno Alessandro in Cold Case - Delitti irrisolti, Grey's Anatomy
- Antonio Guidi in Ally McBeal (ep. 1x01)
- Guido Ruberto in Ally McBeal (ep. 2x09)
- Antonio Ballerio in Ally McBeal (ep. 2x14)
- Luciano Roffi in Detective Monk
- Paolo Lombardi in Fargo
- Angelo Nicotra in Santa Clause